# Голлсбург (Техас)
Голлсбург (англ. Hallsburg) — місто (англ. city) в США, в окрузі Макленнан штату Техас. Населення — 419 осіб (2020).

## Географія
Голлсбург розташований за координатами 31°35′6″ пн. ш. 96°55′6″ зх. д. / 31.58500° пн. ш. 96.91833° зх. д. (31.584910, -96.918343).  За даними Бюро перепису населення США в 2010 році місто мало площу 13,74 км², з яких 13,42 км² — суходіл та 0,32 км² — водойми.

## Демографія
Згідно з переписом 2010 року, у місті мешкало 507 осіб у 187 домогосподарствах у складі 149 родин. Густота населення становила 37 осіб/км².  Було 210 помешкань (15/км²).
Расовий склад населення:
| - 92,1 % — білих - 1,2 % — чорних або афроамериканців - 1,0 % — азіатів - 0,4 % — корінних американців - 3,0 % — осіб інших рас |

До двох чи більше рас належало 2,4 %. Частка іспаномовних становила 5,9 % від усіх жителів.
За віковим діапазоном населення розподілялося таким чином: 23,9 % — особи молодші 18 років, 62,3 % — особи у віці 18—64 років, 13,8 % — особи у віці 65 років та старші. Медіана віку мешканця становила 41,1 року. На 100 осіб жіночої статі у місті припадало 117,6 чоловіків;  на 100 жінок у віці від 18 років та старших — 109,8 чоловіків також старших 18 років.
Середній дохід на одне домашнє господарство  становив 80 154 долари США (медіана — 70 000), а середній дохід на одну сім'ю — 76 512 долари (медіана — 60 625). Медіана доходів становила 52 656 доларів для чоловіків та 45 000 доларів для жінок. За межею бідності перебувало 10,6 % осіб, у тому числі 21,3 % дітей у віці до 18 років та 2,5 % осіб у віці 65 років та старших.
Цивільне працевлаштоване населення становило 262 особи. Основні галузі зайнятості: освіта, охорона здоров'я та соціальна допомога — 23,3 %, виробництво — 12,6 %, роздрібна торгівля — 11,8 %.